# Ali ibne Saíde de Zanzibar
Ali ibne Saíde Abuçaíde GCSI (Ali bin Said Al-Busaid; 1854 - 5 de março de 1893; em árabe: علي بن سعيد البوسعيد) foi o quarto Sultão de Zanzibar. Ele governou Zanzibar de 13 de fevereiro de 1890 a 5 de março de 1893, e foi sucedido por seu sobrinho, Hamade ibne Tuaini. Era filho de Saíde ibne Sultão.

## Títulos
- 1854-13 de fevereiro de 1890: Saíde Ali I ibne Saíde
- 13 de fevereiro-8 de novembro de 1890: Sua Alteza Sultão Saíde Ali I ibne Saíde, Sultão de Zanzibar
- 8 de novembro de 1890-1893: Sua Alteza Sultão Saíde Sir Ali I ibne Saíde, Sultão de Zanzibar, GCSI

## Honras
- Cavaleiro Grande Comandante da Ordem da Estrela da Índia (GCSI)-1890